# Уимблдонский турнир 2009
Уимблдонский турнир 2009 — 123-й розыгрыш ежегодного профессионального теннисного турнира серии Большого шлема, проводящегося в Уимблдоне (Лондон, Великобритания) на кортах местного «Всеанглийского клуба лаун-тенниса и крокета». Традиционно выявляются победители соревнования в девяти разрядах: в пяти — у взрослых и четырёх — у старших юниоров.
В 2009 году матчи основных сеток прошли с 22 июня по 5 июля. Соревнование традиционно завершало основной сезон турниров серии на данном покрытии.
Прошлогодние победители среди взрослых:
- мужчины, одиночный разряд —  Рафаэль Надаль
- женщины, одиночный разряд —  Винус Уильямс
- мужчины, парный разряд —  Даниэль Нестор и  Ненад Зимонич
- женщины, парный разряд —  Винус Уильямс и  Серена Уильямс
- смешанный парный разряд —  Боб Брайан и  Саманта Стосур

## Соревнования

### Взрослые

#### Мужчины. Одиночный разряд
Роджер Федерер обыграл  Энди Роддика со счётом 5-7, 7-6(6), 7-6(5), 3-6, 16-14.
- Федерер выигрывает 2-й титул в сезоне и 15-й за карьеру на соревнованиях серии.
- Роддик уступает 1-й финал в сезоне и 4-й за карьеру на соревнованиях серии.

#### Женщины. Одиночный разряд
Серена Уильямс обыграла  Винус Уильямс со счётом 7-6(3), 6-2.
- Серена выигрывает 2-й титул в сезоне и 11-й за карьеру на соревнованиях серии.
- Винус уступает 1-й финал в сезоне и 7-й за карьеру на соревнованиях серии.

#### Мужчины. Парный разряд
Даниэль Нестор /  Ненад Зимонич обыграли  Боба Брайана /  Майка Брайана со счётом 7-6(7), 6-7(3), 7-6(3), 6-3.
- Нестор выигрывает 1-й титул в сезоне и 5-й за карьеру на соревнованиях серии.
- Зимонич выигрывает 1-й титул в сезоне и 2-й за карьеру на соревнованиях серии.

#### Женщины. Парный разряд
Серена Уильямс /  Винус Уильямс обыграли  Ренне Стаббс /  Саманту Стосур со счётом 7-6(4), 6-4.
- сёстры выигрывают 2-й совместный титул в сезоне и 9-й за карьеру на соревнованиях серии.

#### Смешанный парный разряд
Марк Ноулз /  Анна-Лена Грёнефельд обыграли  Леандра Паеса /  Кару Блэк со счётом 7-5, 6-3.
- Ноулз со второй попытки побеждает в финале соревнования серии.
- представительница Германии выигрывает титул на соревновании серии впервые с 1933 года.

### Юниоры

#### Юноши. Одиночный турнир
Андрей Кузнецов обыграл  Джордана Кокса со счётом 4-6, 6-2, 6-2.
- представитель бывшего СССР выигрывает британский турнир серии впервые с 1996 года.

#### Девушки. Одиночный турнир
Ноппаван Летчивакан обыграла  Кристину Младенович со счётом 3-6, 6-3, 6-1.
- представительница Юго-восточной Азии выигрывает турнир серии впервые с 2002 года.

#### Юноши. Парный турнир
Пьер-Юг Эрбер /  Кевин Кравиц —  Жюльен Обр /  Адриен Пюже — 6-7(3), 6-2, 12-10.
- впервые с 2001 года британский турнир серии выигрывает пара, состоящая из представителей разных стран.

#### Девушки. Парный турнир
Ноппаван Летчивакан /  Салли Пирс обыграли  Кристину Младенович /  Сильвию Нирич со счётом 6-1, 6-1.
- представительница Австралии выигрывает британский турнир серии второй год подряд.
- Летчивакан выигрывает третий и четырёх последних турниров серии.